# 巴斯金里奇 (新澤西州)
巴斯金里奇（英語：Basking Ridge）是位於美國新澤西州薩默塞特縣的普查規定居民點。

## 人口
根據2020年美國人口普查的數據，巴斯金里奇的面積為17.60平方千米，當中陸地面積為17.48平方千米，而水域面積為0.12平方千米。當地共有人口7196人，而人口密度為每平方千米408.86人。